# Supercoupe de Suisse féminine de basket-ball 2016
Navigation
Edition 2015 Edition 2017
La Supercoupe de Suisse de basket-ball féminin 2016 est la 2e édition de la Supercoupe de Suisse de basket-ball féminin. Elle est organisée par SwissBasket. Les équipes participantes sont le finaliste du championnat et le vainqueur du championnat et de la coupe de Suisse sous la forme d'un match unique.

## Finale
| Date       | Lieu     | Rencontre                                 | Score |
| ---------- | -------- | ----------------------------------------- | ----- |
| 09.10.2016 | Fribourg | Hélios VS Basket – MARI GROUP Riva Basket | 79-46 |

## Meilleures joueuses
| Hélios VS Basket       |
| MARI GROUP Riva Basket |